# كومروفيتش
كومروفيتش Kumrovec هي قرية في شمال كرواتيا في مقاطعة كرابينا زاغوريه. يعود فضل شهرتها إلى كونها مسقط رأس جوزيف بروز تيتو.

## أعلام
- جوزيف بروز تيتو